# Tengeráramlat

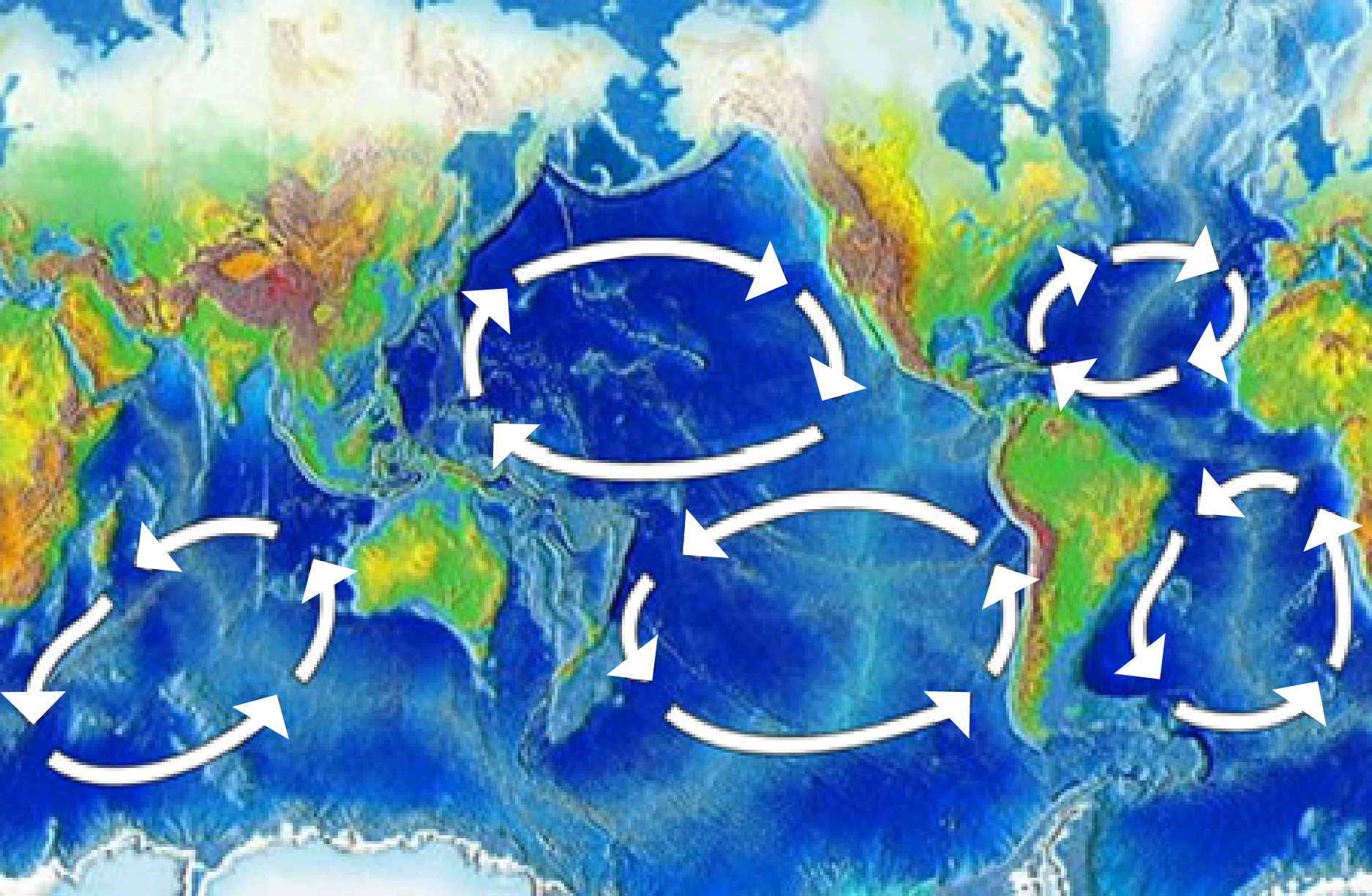
Az óceánok fő áramlatai

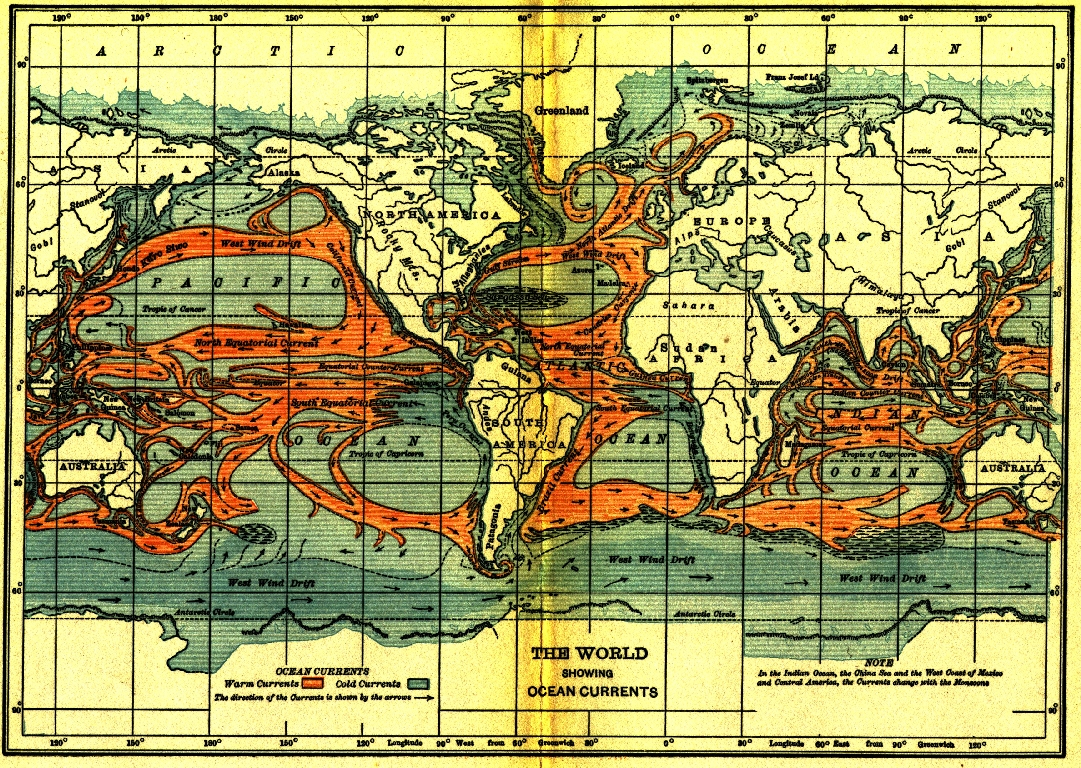
Tengeráramlások ábrázolása egy 1911-es térképen

A tengeráramlat a tenger vagy óceán vizének tartós vagy ciklikusan változó, egy irányba tovahaladó mozgása.

## Definíció
A tengeráramlatok a világóceán vizének nagymértékű és állandó jellegű mozgási folyamatai, melyet számtalan kiváltó ok és hatás eredményez. A tengeráramlások összessége a földi éghajlatot és időjárást nagy mértékben befolyásoló ún. globális szállítószalag. Az áramlatok kiterjedése, ereje, a szállított víz mennyisége és hőfoka igazodik az évszakok váltakozásához, illetve a napsugárzás szintjéhez is.
A tengeráramlat a tengervíz tartósan egy irányba tartó mozgása, amit a Föld forgása és a tengervíz horizontális sűrűségkülönbségeiből adódó horizontális nyomáskülönbség alakít ki. A Föld forgásából származó Coriolis-erő és a szárazföldek egyenlőtlen eloszlása módosítja a víz mozgását.

## Közrejátszó okok
- A Föld forgása
- A tenger felszínének felmelegedése
- Víztömegek hőmérséklete
- A tengerfenék domborzata

Mindezek eredményeként a származási terület tulajdonságait hordozó víztömegek eljutnak az óceán távoli területeire, ahol eltérő sűrűségük miatt a mélybe süllyednek vagy a felszínen szétterülnek.
Irányukat, mozgásukat befolyásoló tényezők:
- a Föld forgásából származó eltérítő erő (Coriolis-erő)
- a szárazföldek elhelyezkedése, alakja
- tartósan egy irányba fújó szelek (= nagy Földi légkörzés / általános légkörzés):
  - Passzátszelek – forró övezetben, irányuk: Északi félgömb: É-K, Déli félgömb: D-K
  - Nyugatias szelek – mérsékelt övezetben, irányuk: Északi félgömb: D-Ny, Déli félgömb: É-Ny
  - Sarki szelek – hideg övezetben, irányuk: Északi félgömb: É-K, Déli félgömb: D-K

## Tengeráramlások éghajlat-módosító hatásai
- A hideg tengeráramlatok hidegebbé teszik (hűtik) a partvidék éghajlatát – negatív hőmérsékleti anomáliát okoznak – a partvidék évi középhőmérséklete alacsonyabb, mint az adott szélességi kör átlagos évi középhőmérséklete.
- A meleg tengeráramlatok melegebbé teszik (fűtik) a partvidék éghajlatát – pozitív hőmérsékleti anomáliát okoznak – a partvidék évi középhőmérséklete magasabb, mint az adott szélességi kör átlagos évi középhőmérséklete.

## Az áramlatok osztályozása

### Időtartam alapján
- Állandó
- Periodikus

### Hőmérséklet és sótartalom
Hideg áramlatok:
A Sarkvidékek felől haladnak az Egyenlítő felé vagy az Egyenlítőtől messze helyezkednek el, párhuzamosak vele. Sós, hideg tengervizet szállítanak.
Legfontosabb hideg tengeráramlások:
- Labrador-áramlás (Kanada keleti partjai)
- Oja-shio-áramlás (Oroszország és Hokkaidó keleti, Japán nyugati partjai)
- Humboldt-áramlás (Dél-Amerika nyugati partjai)
- Benguela-áramlás (Dél-Afrika nyugati partjai)
- Nyugati-Szél-áramlás (Dél-Amerika, Dél-Afrika, Ausztrália déli részén haladó kb. déli szélesség 40° és 60° között)

Meleg áramlatok:
Az Egyenlítő felől haladnak a Sarkvidékek felé vagy az Egyenlítőhöz közel helyezkednek el, párhuzamosak vele. Híg, meleg tengervizet szállítanak.
Legfontosabb meleg tengeráramlások:
- Észak-atlanti (Golf)-áramlás (Florida keleti partja; Írország, Nagy-Britannia, Norvégia É-Ny-i partjai)
- Kuro-shio-áramlás (Japán keleti, Kanada nyugati, Alaszka déli partjai)
- Brazil-áramlás (Dél-Amerika keleti partjai)
- Agulhas-áramlás (Afrika keleti partjai)

### Helyzet szerint
- Felszíni áramlatok
- Mélységi áramlatok
- Tengerfenéki áramlatok
- Part menti áramlatok

## A világtenger állandó áramlásai

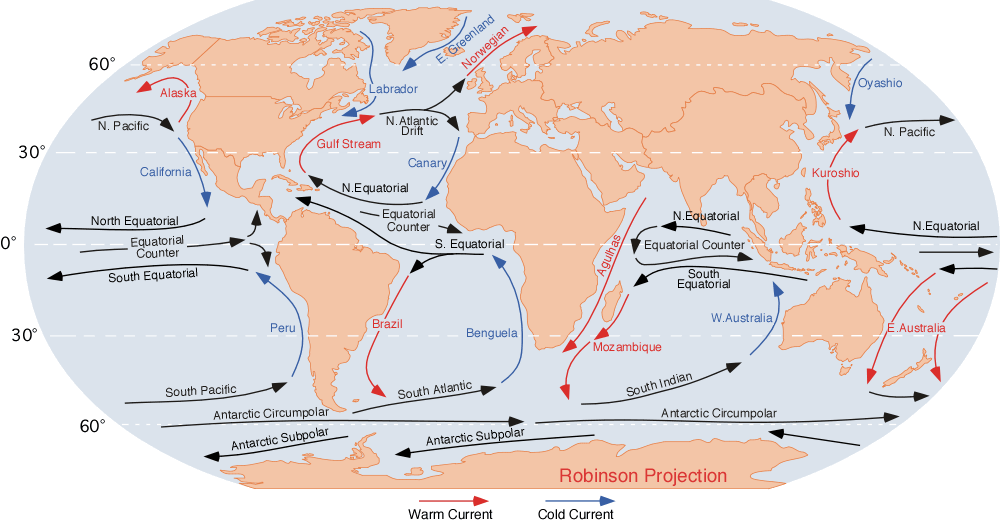
A fő tengeráramlatok (angol nyelven)

| Neve                           | Terület                                                                         | Hőmérséklet |
| ------------------------------ | ------------------------------------------------------------------------------- | ----------- |
| Észak-egyenlítői áramlat       | Teljes kifejlődése a Csendes-óceánon, részlegesen az Atlanti- és Indiai-óceánon | meleg       |
| Karibi-áramlat                 | Karib-tenger, Mexikói-öböl                                                      | meleg       |
| Floridai-áramlat               | Mexikói-öböl, Florida partvidéke                                                | meleg       |
| Antilla-áramlat                | Karib-tenger                                                                    | meleg       |
| Golf-áramlat                   | Atlanti-óceán északi medencéje                                                  | meleg       |
| Észak-atlanti-áramlat          | Atlanti-óceán                                                                   | meleg       |
| Grönlandi- és Labrador-áramlat | Atlanti-óceán északi vidéke                                                     | hideg       |
| Irminger-áramlat               | Északi-tenger                                                                   | meleg       |
| Norvég-áramlat                 | Északi-tenger                                                                   | meleg       |
| Azori-áramlat                  | Azori-szigetek, Portugália partvidéke                                           | meleg       |
| Kanári-áramlat                 | Marokkói partvidék                                                              | hideg       |
| Kínai-áramlat                  | Kína DK-i partvonala                                                            | meleg       |
| Kuroshio-áramlat               | Japán-tenger, Csendes-óceán Ny-i medencéje                                      | meleg       |
| Észak-csendes-óceáni áramlat   | Csendes-óceán                                                                   | meleg       |
| Kalifornia–áramlat             | Észak-Amerika nyugati partvidéke                                                | hideg       |
| Déli egyenlítői áramlat        | Mindhárom óceánon                                                               | meleg       |
| Brazil-áramlat                 | Brazília partvidéke                                                             | meleg       |
| Szomáli-áramlat                | Indiai-óceán (Afrika szarvánál)                                                 | meleg       |
| Mozambiki-áramlat              | Mozambik partvidéke                                                             | meleg       |
| Agulhas-áramlat                | Dél-Afrika keleti partjai                                                       | meleg       |
| Kelet-Ausztrál áramlat         | Tasman-tenger                                                                   | meleg       |
| Egyenlítői ellenáramlat        | Csendes- és Indiai-óceán                                                        | meleg       |
| Guineai-áramlat                | Guineai-öböl                                                                    | meleg       |
| Oyashio-áramlat                | Bering-tenger                                                                   | hideg       |
| Nyugati-Szél-áramlás           | Mindhárom óceán déli medencéjében                                               | hideg       |
| Falkland-áramlat               | Horn-fok és Falkland-szigetek                                                   | hideg       |
| Benguela-áramlat               | Dél-Afrika Ny-i partvidéke                                                      | hideg       |
| Nyugat-ausztráliai áramlat     | Nyugat-Ausztrália                                                               | hideg       |
| Humboldt-áramlat               | Dél-Amerika DNY-i partvidéke                                                    | hideg       |